# Der Holzweg
Der Holzweg is het eerste muziekalbum van Beequeen dat op compact disc verscheen. Ze hadden al eerder anderhalve elpee afgeleverd. Op 14 januari 1993 volgde dit studioalbum. Het album bevat minimal ambient met lange drones, alhoewel er ook enige industrial ambient te horen is. Het originele album werd opgenomen tijdens de winter 1991 / 1992 in Nijmegen en verscheen op het kleine platenlabel Anomalous Records in een oplage van 1040 stuks. De hoes was een houten envelop.
Ter gelegenheid van het dertienjarig bestaan van het album werd het in 2006 opnieuw uitgegeven op een andere label, met een nieuwe hoes en enkele bonustracks, aangegeven met [*]. De hoes is ook hier van een afwijkend formaat. Het album verscheen toen in een oplage van 500 stuks.

## Musici
- Frans de Waard, Freek Kinkelaar – elektronica

## Composities
1. Ontladingen (5:02)
2. Dead Hares (4:57)
3. Chorok (4:59)
4. The Following Of The Track (3:42)
5. Stenen Des Tijds (3:11)
6. Inherent Theatre (5:01)
7. Triumph (4:07)
8. Come; The Bells Toll (2:25)
9. Ash Covers Flesh (2:123)
10. Széles Világ (4:58)
11. The Festival Of Life (2:48)
12. Thunder rain [*] (eerder verschenen op verzamelalbum)
13. Thunder storm [*] (eerder verschenen op verzamelalbum)
14. Nouen [*] (eerder verschenen op single en de elpeeversie)
15. Off hands [*] (niet eerder verschenen)